# Konstantín Makovski
Konstantín Yegórovich Makovski (en alfabeto cirílico, Константин Егорович Маковский; 2 de julio de 1839-30 de septiembre de 1915) fue un pintor academicista ruso asociado también con el Artel de Pintores de San Petersburgo y los Peredvízhniki. Dejó una abundante y variopinta obra, entre retratos, escenas costumbristas de la antigua vida rusa, escenas mitológicas y pintura de historia, y fue padre del poeta, editor y crítico de arte Serguéi Makovski.

## Biografía
Nacido en Moscú el 2 de julio de 1839 y fallecido en San Petersburgo, el 30 de septiembre de 1915, Konstantín Yegórovich fue hijo de Yegor Ivánovich Makovski, pintor aficionado y uno de los fundadores de la Escuela de Pintura, Escultura y Arquitectura de Moscú; su madre –de ascendencia germano-báltica– era pianista y sus otros tres hermanos, Vladímir, Nikolái y Aleksandra también fueron pintores.
Entre 1851-1857, se formó en la Escuela de Pintura, Escultura y Arquitectura de Moscú, y en 1862 recibió su primera medalla de oro, habiendo estudiado desde 1858 a 1863 en la Academia Imperial de Bellas Artes de San Petersburgo, en la que ingresó como miembro en 1867 y de la que fue profesor desde 1869.
Entró en el colectivo Artel de Pintores de San Petersburgo, liderado por Iván Kramskói, y orientado hacia los temas de pintura de género y social, como la del conjunto de artistas conocidos como los «peredvízhniki». Desde 1870, fue miembro fundador de la Sociedad de Exposiciones Artísticas Itinerantes creada en protesta contra el academicismo de la Academia Imperial de las Artes. Mediada la década de 1870, realizó un periplo viajero por Egipto y Serbia que modificó su parcial interés por los temas sociales y psicológicos por objetivos artísticos relacionados con el color y forma. No obstante, durante la década de 1880, fue uno de los más ponderados autores de moda como retratista y autor de encargos de pinturas históricas, llegando a convertirse en uno de los artistas rusos más apreciados y mejor pagados de la época. En la Exposición Universal de París de 1889 recibió la Gran Medalla de Oro por sus pinturas Muerte de Iván el Terrible, El Juicio de Paris y El demonio y Tamara. Algunos críticos coinciden en apreciar su dominio académico de la pintura sin dejar de señalar su superficialidad, mientras que otros lo ven como un precursor del impresionismo ruso.
Murió a causa de un accidente de tráfico, cuando su coche de caballos fue arrollado por un tranvía eléctrico en San Petersburgo.

## Obras

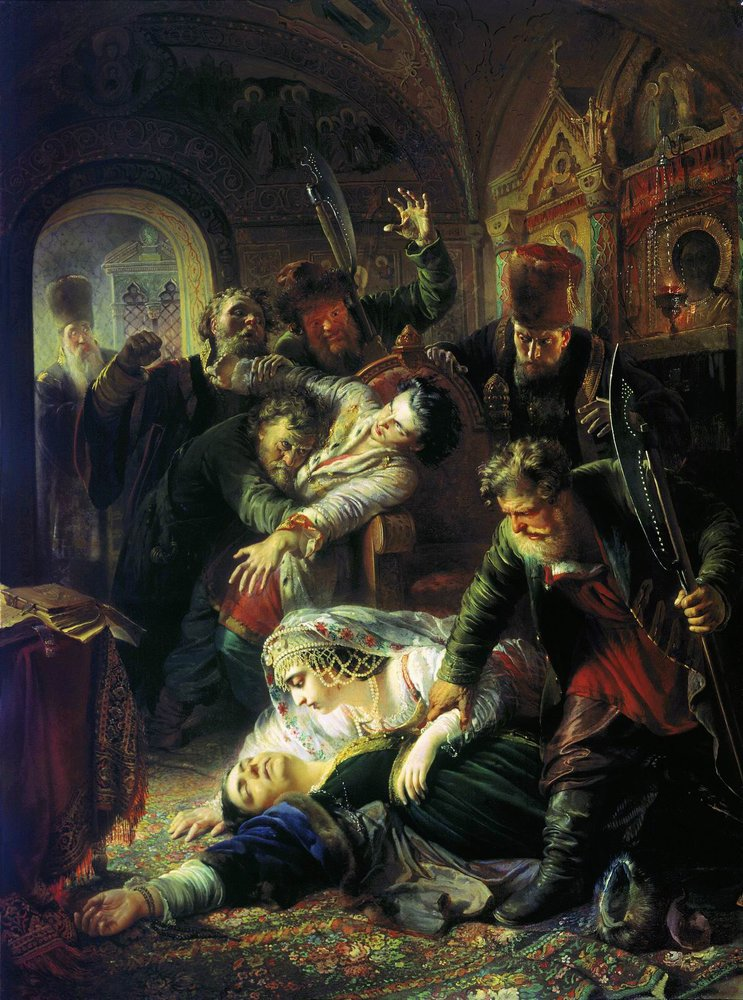
Asesinato de Teodoro II y su madre, 1862
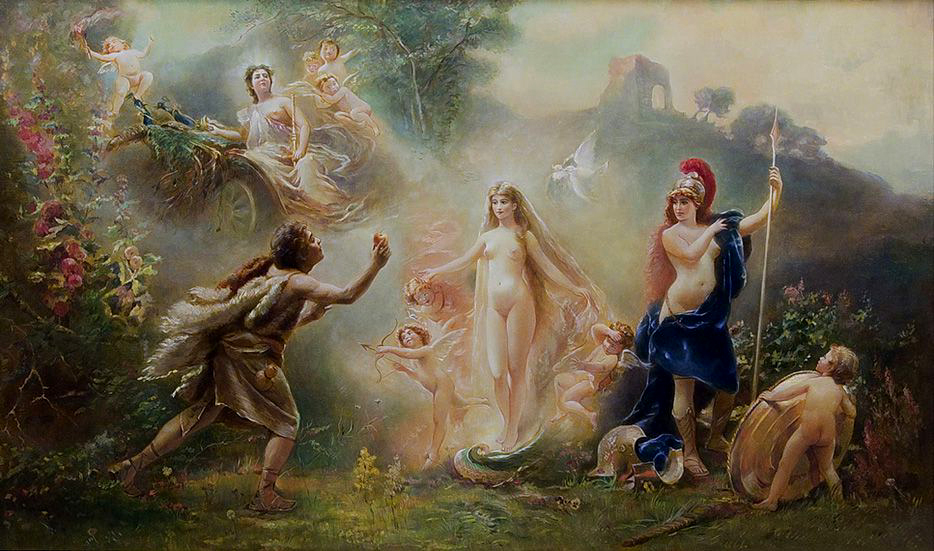
El Juicio de Paris, circa 1880
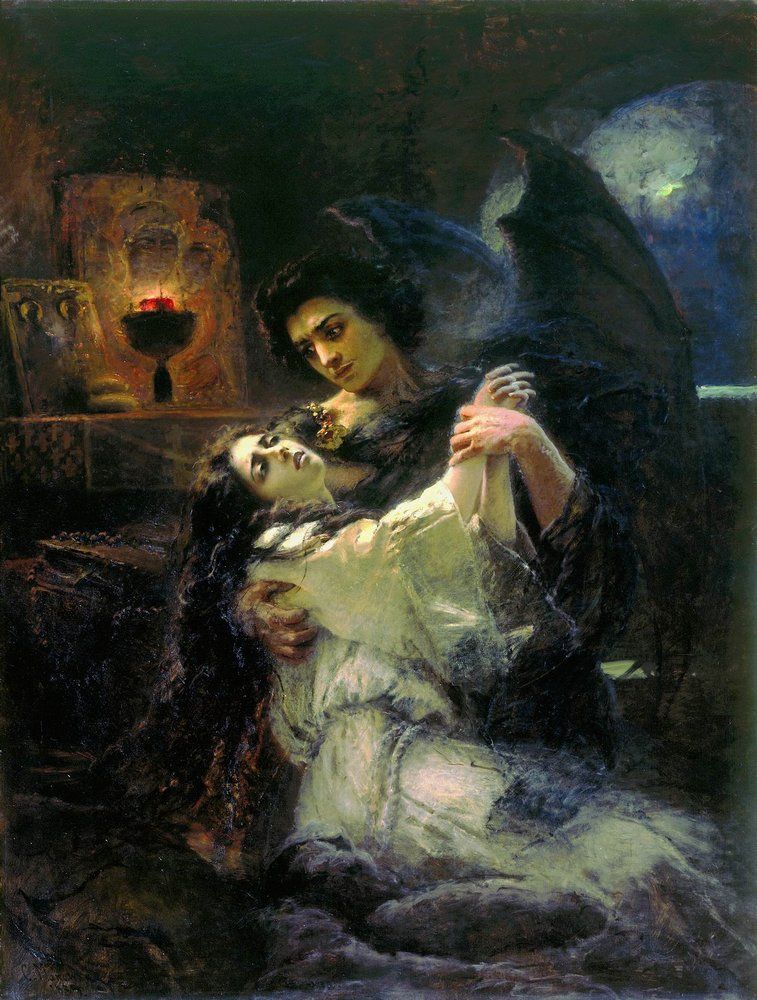
Demonio y Tamara, 1889